# Зракоперке
Зракоперке (Actinopterygii) су група риба са коштаним скелетом чија су пераја зракасто разапета коштаним скелетним елементима. Очи су им крупне, а немају унутрашње носне отворе (хоане).
Ове рибе се тако називају зато што су им пераје од коже подупрте коштаним или рожнатим бодљицама („зраке”), за разлику од меснатих пераја које карактеришу класу Sarcopterygii. Ова пераја се причвршћују директно на проксималне или базалне скелетне елементе, који представљају везу између ових пераја и унутрашњег костура (на примјер, карличног и грудног појаса).
Нумерички гледано, ове јединке су доминантна класа кичмењака, који чине готово 99% од преко 30.000 врста риба. Распрострањене су у слатководним и морским срединама од дубоког мора до највиших планинских потока. Постојеће врсте се крећу од величине од 8 милиметара, до оних огромних који теже 2.300 килограма.

## Опис
Зракоперке се јављају у више облика. Главне карактеристике типичне зракоперке приказане су на слици лијево.
Ове рибе имају разне врсте крљушти, али најчешће су лаптоидне крљушти. Спољашњи дио веже се коштаним, док је унутрашњи дио повезан влакнастим везивним ткивом. Лаптоидне крљушти су тање и прозирније од осталих типова крљушти, а недостају им очврсли слојеви цаклине или дентина који се налазе у крљуштима многих других риба. Нове крљушти се додају у концентричним слојевима у току раста једне јединке.
Најранији познати фосили ових риба јесте Andreolepis hedei, који потиче из времена прије 420 милиона година. Остаци су пронађени у Русији, Шведској и Естонији.
Обухватају највећи број данашњих риба и према традиционалној класификацији најгрубље се могу поделити на:
- инфракласа штитоноше —
- инфракласа многоперке —
- инфракласа холостеи —
- инфракласа праве кошљорибе — Teleostei.

Према новој класификацији се деле на:
- поткласа Cladistia
  - ред  — многоперке
- кладус Actinopteri
  - поткласа Chondrostei — штитоноше
  - поткласа Neopterygii — новоперке
    - инфракласа Holostei — холостеи
    - инфракласа Teleostei — праве кошљорибе

## Систематика

### Репрезентативне врсте
Ове рибе су јако разнолике у величини и облику, те у броју њихових пераја и начину на који су им распоређена.
- Туне се крећу по правој линији великом брзином захваљујући свом виљушкастом репу
- Иглун се креће чак и брже од туне
- Лососи уз помоћ свог моћног репног пераја прескаче препреке у току ријечних миграција
- Бакалар има три леђна и два подрепна пераја, што им омогућава велику покретљивост
- Пљоснатице су развиле делимично симетричне леђне и карличне пераје
- Такозвана „риба лампа"
- Бисерани
- Anoplogaster cornuta, рибе које праве засједе свом плијену
- Melanocetus johnsonii
- Beryx decadactylus
- Краљ харинги
- Угор
- Морски коњић
- Zenopsis nebulosa
- Coryphaena hippurus

## Размножавање
Код скоро свих зракоперки, родови су одвојени, а код већине врста женке рађају јаја која се оплођују споља, обично када мужјак оплоди јајашца након што су положена. Тада се наставља развој. Међутим, постоје и други обрасци онтогеније, при чему је један од најчешћин секвенцијални хермафродитизам. У већини случајева то укључује протогинију, односно риба започиње живот као женка и претвара се у мужјака у некој фази живота, што је покренуто од стране неког унутрашњег или спољашњег фактора. Већина породица користи спољашњу, а не унутрашњу оплодњу.
Постоји неколико примјера риба које врше самооплодњу. Rivulus marmoratus је хермафродит који производи и јајашца и мријест и има унутрашњу оплодњу. Овај начин размножавања може бити повезан са навиком рибе да дуже вријеме проводи ван воде. Мужјаци се повремено производе на температурама нижим од 19 степени Целзијусових, а могу оплодити јајашца која женка потом рађа.

## Класификација
Ове рибе су подијељене у поткласе Chondrostei и Neopterygii. Neopterygii се даље дијеле на Holostei и Teleostei. Током мезозоика и кенозоика Teleostei су се посебно раширили и као резултат тога 96% свих познатих врста припада овој групи.
|         | Amphibia                                                |
|         |                                                         |
| Amniota | \| \| Mammalia \| \| \| \| \| \| Sauropsida \| \| \| \| |
|         | \| \| Mammalia \| \| \| \| \| \| Sauropsida \| \| \| \| |
|         | Mammalia                                                |
|         |                                                         |
|         | Sauropsida                                              |
|         |                                                         |

|  | Mammalia   |
|  |            |
|  | Sauropsida |
|  |            |

|         | Amphibia                                                |
|         |                                                         |
| Amniota | \| \| Mammalia \| \| \| \| \| \| Sauropsida \| \| \| \| |
|         | \| \| Mammalia \| \| \| \| \| \| Sauropsida \| \| \| \| |
|         | Mammalia                                                |
|         |                                                         |
|         | Sauropsida                                              |
|         |                                                         |

|  | Mammalia   |
|  |            |
|  | Sauropsida |
|  |            |

| Holostei | \| \| Lepisosteiformes \| \| \| \| \| \| Amiiformes \| \| \| \| |
|          | \| \| Lepisosteiformes \| \| \| \| \| \| Amiiformes \| \| \| \| |
|          | Teleostei                                                       |
|          |                                                                 |
|          | Lepisosteiformes                                                |
|          |                                                                 |
|          | Amiiformes                                                      |
|          |                                                                 |

|  | Lepisosteiformes |
|  |                  |
|  | Amiiformes       |
|  |                  |

| Holostei | \| \| Lepisosteiformes \| \| \| \| \| \| Amiiformes \| \| \| \| |
|          | \| \| Lepisosteiformes \| \| \| \| \| \| Amiiformes \| \| \| \| |
|          | Teleostei                                                       |
|          |                                                                 |
|          | Lepisosteiformes                                                |
|          |                                                                 |
|          | Amiiformes                                                      |
|          |                                                                 |

|  | Lepisosteiformes |
|  |                  |
|  | Amiiformes       |
|  |                  |

| Holostei | \| \| Lepisosteiformes \| \| \| \| \| \| Amiiformes \| \| \| \| |
|          | \| \| Lepisosteiformes \| \| \| \| \| \| Amiiformes \| \| \| \| |
|          | Teleostei                                                       |
|          |                                                                 |
|          | Lepisosteiformes                                                |
|          |                                                                 |
|          | Amiiformes                                                      |
|          |                                                                 |

|  | Lepisosteiformes |
|  |                  |
|  | Amiiformes       |
|  |                  |

| Holostei | \| \| Lepisosteiformes \| \| \| \| \| \| Amiiformes \| \| \| \| |
|          | \| \| Lepisosteiformes \| \| \| \| \| \| Amiiformes \| \| \| \| |
|          | Teleostei                                                       |
|          |                                                                 |
|          | Lepisosteiformes                                                |
|          |                                                                 |
|          | Amiiformes                                                      |
|          |                                                                 |

|  | Lepisosteiformes |
|  |                  |
|  | Amiiformes       |
|  |                  |

|         | Amphibia                                                |
|         |                                                         |
| Amniota | \| \| Mammalia \| \| \| \| \| \| Sauropsida \| \| \| \| |
|         | \| \| Mammalia \| \| \| \| \| \| Sauropsida \| \| \| \| |
|         | Mammalia                                                |
|         |                                                         |
|         | Sauropsida                                              |
|         |                                                         |

|  | Mammalia   |
|  |            |
|  | Sauropsida |
|  |            |

|         | Amphibia                                                |
|         |                                                         |
| Amniota | \| \| Mammalia \| \| \| \| \| \| Sauropsida \| \| \| \| |
|         | \| \| Mammalia \| \| \| \| \| \| Sauropsida \| \| \| \| |
|         | Mammalia                                                |
|         |                                                         |
|         | Sauropsida                                              |
|         |                                                         |

|  | Mammalia   |
|  |            |
|  | Sauropsida |
|  |            |

| Holostei | \| \| Lepisosteiformes \| \| \| \| \| \| Amiiformes \| \| \| \| |
|          | \| \| Lepisosteiformes \| \| \| \| \| \| Amiiformes \| \| \| \| |
|          | Teleostei                                                       |
|          |                                                                 |
|          | Lepisosteiformes                                                |
|          |                                                                 |
|          | Amiiformes                                                      |
|          |                                                                 |

|  | Lepisosteiformes |
|  |                  |
|  | Amiiformes       |
|  |                  |

| Holostei | \| \| Lepisosteiformes \| \| \| \| \| \| Amiiformes \| \| \| \| |
|          | \| \| Lepisosteiformes \| \| \| \| \| \| Amiiformes \| \| \| \| |
|          | Teleostei                                                       |
|          |                                                                 |
|          | Lepisosteiformes                                                |
|          |                                                                 |
|          | Amiiformes                                                      |
|          |                                                                 |

|  | Lepisosteiformes |
|  |                  |
|  | Amiiformes       |
|  |                  |

| Holostei | \| \| Lepisosteiformes \| \| \| \| \| \| Amiiformes \| \| \| \| |
|          | \| \| Lepisosteiformes \| \| \| \| \| \| Amiiformes \| \| \| \| |
|          | Teleostei                                                       |
|          |                                                                 |
|          | Lepisosteiformes                                                |
|          |                                                                 |
|          | Amiiformes                                                      |
|          |                                                                 |

|  | Lepisosteiformes |
|  |                  |
|  | Amiiformes       |
|  |                  |

| Holostei | \| \| Lepisosteiformes \| \| \| \| \| \| Amiiformes \| \| \| \| |
|          | \| \| Lepisosteiformes \| \| \| \| \| \| Amiiformes \| \| \| \| |
|          | Teleostei                                                       |
|          |                                                                 |
|          | Lepisosteiformes                                                |
|          |                                                                 |
|          | Amiiformes                                                      |
|          |                                                                 |

|  | Lepisosteiformes |
|  |                  |
|  | Amiiformes       |
|  |                  |

| Chondrostei | Атлантска јесетра |Chondrostei су рибе чији су скелети хрскавичави али показују извјесно окоштавање. Раније су 52 врсте биле подијељене у два реда и , међутим многоперке (Polypteriformes) су премештене у кладус Cladistia. Сматра се да су еволуирали од кошљориба, али су изгубили способност окоштавања хрскавичавих костура, што је резултирало његовим слабљењем. Ипак, старији показују знакове почетка окоштавања костура, што може значити да је код ових риба тај процес одложен, умјесто да је скроз изгубљен. Ова група је некада била класификована са морским псима: сличности су очигледне, јер не само да углавном немају кости, већ је и структура чељусти сличнија структури морских паса него код осталих кошљориба. |
| Neopterygii | Атлантски лосос   |Neopterygii појавиле су се негдје у времену касног перма, прије времена диносауруса. Током њихове еволуције дошло је до само неколико промјена од ранијих зракоперки. Веома су успјешна група риба. Могу се кретати брже од својих предака, њихове шкрге и скелети су се промијенили, а чељусти су постале снажније и ефикасније. |